# Sartor Resartus
Sartor Resartus (Il sarto rappezzato) è un'opera scritta da Thomas Carlyle a partire dal 1831. Inizialmente, venne pubblicata a puntate sulla rivista Fraser's Magazine tra il 1833 e il 1834. La pubblicazione in volume unico avvenne per la prima volta negli Stati Uniti, a Boston, nel 1836, grazie agli sforzi di Ralph Waldo Emerson (che ne scrisse anche la prefazione). La prima edizione inglese in volume unico apparve, invece, nel 1838, forse sull'onda del successo che Carlyle aveva ottenuto con la Storia della Rivoluzione francese del 1837.
Il Sartor Resartus è allo stesso tempo testo e commento al testo, è satira di costume, filosofia, racconto autobiografico. «[...] Nessuno ha sentito con altrettanta intensità che questo mondo è irreale (irreale come gli incubi, e disumano). Sartor Resartus spiega e giustifica questa irrealtà [...] Non esiste un libro più intrepido e vulcanico, più tormentato dalla desolazione, di Sartor Resartus.» (Dalla Nota preliminare di Jorge Luis Borges)
In Italia era apparso nel 1905, nella traduzione di Francesco e Giacinto Chimenti, che Laterza ristampò nel 1910 e nel 1924. Del 2009 è la traduzione di Carla Maggiori, edita da Liberilibri.
La sua influenza è stata significativa: Thomas Hardy, Joseph Conrad, D. H. Lawrence, James Joyce, Virginia Woolf, ad esempio, si sono ispirati al Sartor Resartus a vario titolo. Ma il testo è stato rilevante anche per autori non anglofoni come Miguel de Unamuno, Charles Baudelaire, Yukio Mishima.

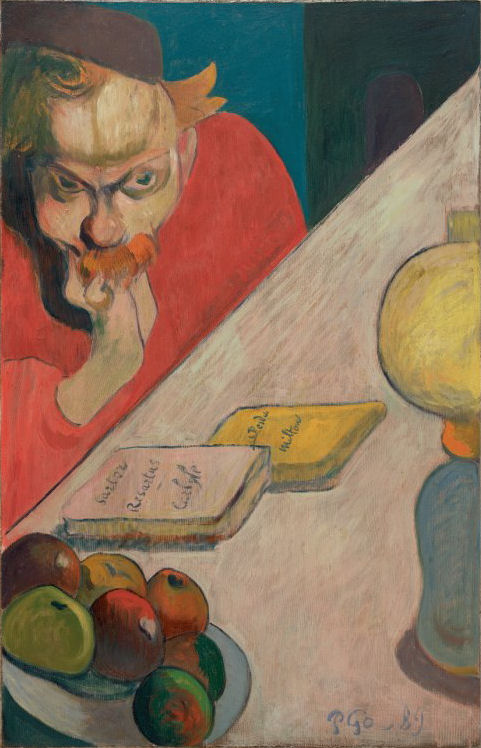
Meijer de Haan (Sous la lampe), Meijer de Haan ritratto da Paul Gauguin, 1889, conservato al Museum of Modern Art di New York. Sulla tavola, il Sartor Resartus e Paradiso perduto di John Milton

## Generalità
Il Sartor è una curiosa miscela di finzione e realtà che lo rende un libro assolutamente sui generis: il testo si presenta al pubblico inglese come recensione dell'opera filosofica (naturalmente uno pseudobiblium) Die Kleider. Ihr Werden und Wirken ("Origine e influenza degli abiti") dell'autore tedesco Diogenes Teufelsdröckh. La recensione, curata da un anonimo editore che si rivolge in prima persona al lettore, è accompagnata da un florilegio dell'opera commentata. L'intera sua seconda parte è dedicata a delineare una biografia di Teufelsdröckh. L'aspetto finzionale del testo riguarda innanzitutto l'autore e i personaggi che costellano la sua vita. Il nome Teufelsdröckh significa letteralmente "feci del Diavolo" e indica l'assa fetida (il nome di battesimo è, invece, Diogenes, dal greco "di origini divine"). Il filosofo risiede nella cittadina di Weissnichtwo ("Nonsisadove"). Teufelsdröckh risulta, inoltre, un protetto del Consigliere Aulico Heuschrecke ("Cavalletta"): è quest'ultimo ad aiutare l'editore inglese a mettere su il proprio saggio, inviandogli numerosi faldoni contenenti manoscritti del filosofo (e altro materiale cartaceo di dubbia utilità, come alcuni conti del lattaio).
La scelta di rinunciare alla tradizionale forma narrativa (non solo nel caso del Sartor) fu suggerita a Carlyle innanzitutto dalla lettura di Goethe (in particolare il suo Apprendistato di Wilhelm Meister, che Carlyle tradusse in inglese), ma anche dal Tristram Shandy di Laurence Sterne (opera espressamente citata nel Sartor, soprattutto a proposito dell'importanza dei nomi di persona e sull'influenza che essi hanno sulla vita di ciascun uomo).
Il Sartor fu scritto quasi per intero da Carlyle nella sua casa di Craigenputtock, nei pressi di Dunscore, Dumfriesshire, in Scozia, in un periodo della sua esistenza in cui aveva abbandonato i fasti della vita urbana e viveva insieme alla moglie Jane Welsh.

## Ripartizione dell'opera

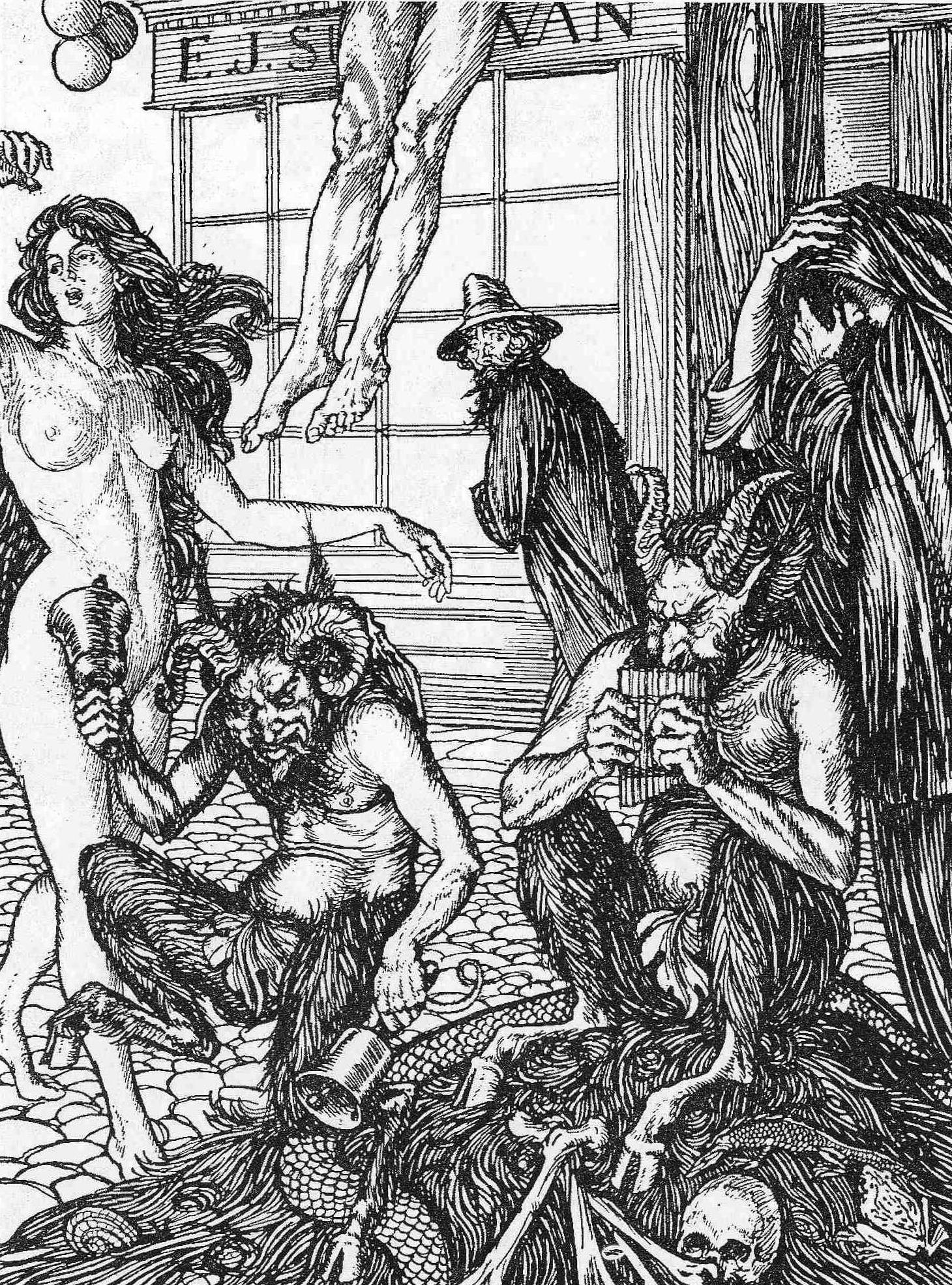
The Bedlam of Creation, illustrazione del 1898 di Edmund Joseph Sullivan per il Sartor Resartus, con Diogenes Teufelsdröckh che cammina in Monmouth Street

Il Sartor è diviso in tre parti. La prima è un'introduzione al testo e una presentazione della Filosofia degli Abiti, oggetto di Die Kleider: il soggetto degli abiti permette all'editore inglese di lanciarsi in divagazioni piuttosto fantasiose sulla nudità dell'uomo e sulla diversità della sua condizione rispetto a quella degli animali:
L'editore inglese rimprovera ai pensatori di avere, in genere, sottovalutato l'argomento degli abiti:
L'importanza degli abiti nella vita umana e l'imprescindibilità di una riflessione intorno ad essi è così asseverata da Teufelsdröckh:
La seconda parte dell'opera è un abbozzo di biografia di Teufelsdröckh, elemento ritenuto indispensabile dall'editore inglese, in quanto l'opera, a suo avviso, non può essere intesa senza l'autore (sottotitolo del Sartor, sulla scorta del Tristram Shandy, è Vita e opinioni del sig. Teufelsdröckh). Le origini del filosofo sono oscure. Proviene da una famiglia modesta e vive fino all'adolescenza nel villaggio di Entepfuhl ("Stagnodipapere"). Dopo la morte del padre, la madre gli rivela che egli non è che un trovatello, affidato a lei e al marito da uno sconosciuto, insieme ad una discreta somma fornita perché essi provvedano a tirarlo su e ad educarlo. È avviato alla professione giuridica ma, pur risultando uno studente brillante, è attanagliato dall'indigenza (non rimane traccia del destino della madre nei faldoni). L'incontro con la nobile fanciulla Blumine gli fa scoprire l'amore. Essa, però, sceglie un più pragmatico matrimonio con lo studente inglese Towgood. La disperazione di Teufelsdröckh si consuma in un interminabile pellegrinaggio senza meta attraverso il mondo, che gli permette di conoscere gli usi e i costumi umani e di mostrare il suo disprezzo del pericolo e della vita stessa. Il pellegrinaggio finisce per simbolizzare il passaggio dall'Eterno No all'Eterno Sì, i due irriducibili principi attraverso cui l'uomo si rapporta alla questione della fede in Dio.
La terza parte del Sartor concerne più da vicino la Filosofia degli Abiti. Come già in altre parti del libro, Carlyle, per bocca dell'editore inglese e di Teufelsdröckh stesso, ha modo di scagliare i suoi strali contro l'utilitarismo tanto in voga ai suoi tempi, lo smarrimento della spiritualità della patria britannica, la riduzione della vita umana a produzione e consumo (è proprio in questo libro che Carlyle conia la parola industrialismo) e, d'altra parte, la sua ammirazione per l'onesto lavoro del credente, la cui fede è sempre in bilico ma che pure si approssima con spirito creativo e costruttivo al dovere più prossimo.
I riferimenti storici del libro sono piuttosto scarsi e, comunque, per lo più allusivi: la dimensione storica o "reale" del testo dipende, con tutti i limiti del caso, dal ricorso metaletterario ad una figura fittizia intesa come vero autore delle dottrine presentate. Si parla di un incontro di Teufelsdröckh con Napoleone Bonaparte, "Divino Missionario" che predica "dalla bocca del cannone". Per il resto, l'ambito non-finzionale del testo può ridursi allo stesso autore, a Carlyle, desideroso di una confessione che non lo compromettesse (a ciò è finalizzato lo spostamento della responsabilità delle dottrine espresse nel testo al filosofo tedesco e all'editore inglese).

## Personaggi storici citati

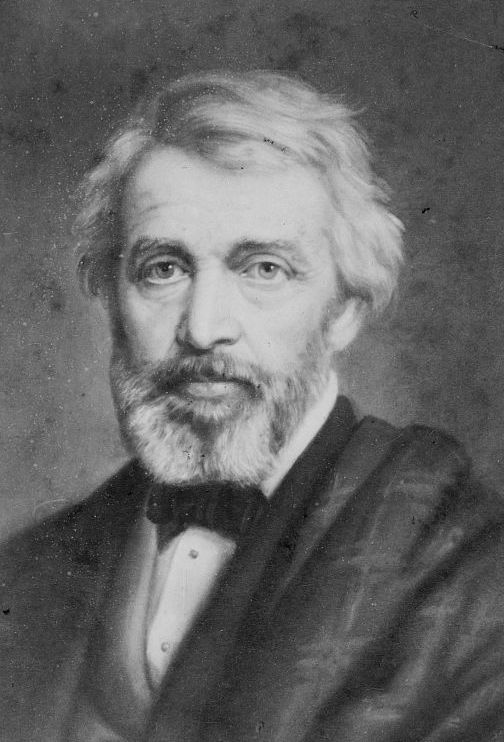
Carlyle in un ritratto ("E. Hader pinxit") fotografato da Sophus Williams

Il romanzo contiene riferimenti ad alcuni personaggi storici. Di seguito, una lista parziale.
- Joseph-Louis Lagrange
- Abraham Gottlob Werner
- James Hutton
- Dugald Stewart
- Victor Cousin
- Pierre Paul Royer-Collard
- William Lawrence
- François Magendie
- Marie François Xavier Bichat
- Christoph Gottfried Bardili
- Lorenz Okenfuss
- Sanchuniaton
- John Lingard
- Giovanni Domenico Cassini
- Pierre Simon Laplace
- Johann Paul Friedrich Richter
- Louis Eustache Ude
- John Knox
- Elisabetta d'Ungheria
- David Teniers il Giovane
- Jacques Callot
- Milone
- Enrico Darnley
- Nicolas Boileau
- Claude-Adrien Helvétius
- Temistocle
- Simón Bolívar
- Jonathan Swift
- Quinto Orazio Flacco
- Laurence Sterne
- Giovanni Crisostomo
- Richard Arkwright
- Johann Wolfgang von Goethe
- William Shakespeare
- Publio Virgilio Marone
- Federico II di Prussia
- Napoleone Bonaparte
- Anton Friedrich Büsching
- Antoine Arnauld
- James Watt
- William Congreve
- Edward Jenner
- Thomas Graham
- Samuel Johnson
- James Boswell

## Edizioni
- Thomas Carlyle, Sartor Resartus, Oxford University Press, 2007.
- Thomas Carlyle, Sartor Resartus, Liberilibri, Macerata 2009.